# Sarjamda
Sarjamda là một thị trấn thống kê (census town) của quận Purbi Singhbhum thuộc bang Jharkhand, Ấn Độ.

## Nhân khẩu
Theo điều tra dân số năm 2001 của Ấn Độ, Sarjamda có dân số 18.373 người. Phái nam chiếm 51% tổng số dân và phái nữ chiếm 49%. Sarjamda có tỷ lệ 60% biết đọc biết viết, cao hơn tỷ lệ trung bình toàn quốc là 59,5%: tỷ lệ cho phái nam là 71%, và tỷ lệ cho phái nữ là 48%. Tại Sarjamda, 15% dân số nhỏ hơn 6 tuổi.